# Ultimae Records
Ultimae Records – francuskie wydawnictwo muzyczne, założone w 1999 roku w Lyonie, specjalizujące się w muzyce ambient.

## Historia
Początki wydawnictwa sięgają 1999 roku, a związane są z kłopotami towarzyszącymi wydaniu debiutanckiego albumu zespołu Asura. Ponieważ żadna z wytwórni, pomimo wstępnego zainteresowania, nie wyraziła chęci wydania albumu, jeden z członków zespołu, Vincent Villuis, postanowił założyć własną wytwórnię, wydać album i stworzyć stronę internetową. Do współpracy nad tym projektem zaprosił Sandrine Gryson (pseudonim artystyczny Mahiane). Wytwórnia została założona w Lyonie pod koniec 1999 roku, początkowo jako Infinium Records. Pod tym szyldem działała przez około 18 miesięcy, dopóki jej założyciele nie otrzymali urzędowego wezwania do zaprzestania używania nazwy Infinium. Nową nazwę wymyślili wertując słowniki łacińskie, w których uwagę ich zwrócił zwrot „ultimae terrae” („najdalsze ziemie”). Pierwszy człon tego wyrażenia stał się nową nazwą ich przedsiębiorstwa. Debiutancki album Asury, Code Eternity, został nagrany pod koniec 1999 roku, po czym Villuis i Gryson rozpoczęli prace nad projektem serii kompilacji, Fahrenheit Project Part One. Równolegle Villuis kontynuował działalność w ramach zespołu Asura, który ostatecznie opuścił w 2001 roku rozpoczynając działalność solową pod pseudonimem AES Dana. Jednym z pierwszych artystów pozyskanych do nowej wytwórni był szwedzki muzyk Solar Fields, poznany za pośrednictwem witryny internetowej MP3.com. Kolejnymi byli: Grek Mihalis Aikaterinis (pseudonim artystyczny Miktek), Francuz Alex Scheffer (pseudonim Cell) i Huby Sea.

## Profil
Przedsiębiorstwo, pomyślane na początku jako wytwórnia płytowa i sklep internetowy, rozszerzyło następnie działalność i obecnie działa również jako wydawca, studio masteringu i sklep muzyczny. Jako wytwórnia płytowa specjalizuje się w takich gatunkach jak ambient, IDM, downtempo i atmospheric electronica.

## Artyści
Z wytwórnią współpracuje kilkudziesięciu artystów z różnych krajów, pogrupowanych w 2 kategorie:
- kompozytorzy: AES Dana, Asura, Cell, Hol Baumann (Francja), I Awake, Carbon Based Lifeforms, Solar Fields, SYNC24 (Szwecja), Circular (Norwegia), Miktek (Grecja), Lars Leonhard (Niemcy) i inni[3];
- didżeje (głównie francuscy): AES Dana, F/ocal, Laurent Chanal, Max Sale Gosse, Mahiane, Opale[4].

## Albumy
Pierwszym albumem, wydanym w 2000 roku, jeszcze pod szyldem Infinium Records, był Code Eternity (numer katalogowy INRE 001), wznowiony w roku następnym przez tę samą wytwórnię oraz pod nowym szyldem, Ultimae Records (numer katalogowy inre 003). Od tamtego czasu ukazało się ponad 70 albumów (oryginalnych nagrań i kompilacji); ostatnim jest kompilacja Various Artists - Enfold 01 (numer katalogowy inre074), wydana w 2014 roku z okazji 15-lecia założenia wytwórni, zawierająca nagrania takich twórców jak: Scann-Tec, Fingers In The Noise, I Awake, Martin Nonstatic, Lars Leonhard,  Miktek, Circular, Master Margherita and Ermetico, Asura i AES Dana.

### Szata graficzna albumów
Ultimae wydaje wszystkie albumy w określony sposób, jeśli chodzi o ich opakowanie i szatę graficzną. Tworzeniem tej ostatniej zajmuje się Vincent Villuis. W początkowym okresie czasami pomagał mu brat. Przez ponad 10 lat okładkę każdego albumu tworzył panoramiczny obraz o proporcjach 16 x 9, mający oddawać styl muzyki, preferowany przez wytwórnię („panoramiczna muzyka dla panoramicznych ludzi” – „panoramic music for panoramic people”), ograniczony z góry i z dołu czarnym pasem. W latach 2011/12 Villuis i Gryson zarzucili ten schemat, ponieważ stał się, w ich opinii, barierą dla ich kreatywności. Muzycy I Awake i Cell do wyprodukowania okładek swoich albumów zatrudnili francuskiego designera Sub88, który w swym projekcie dokonał połączenia zimnych, syntetycznego obiektów typu 3D z naturą. Wybór ten zaakceptowali następnie Villuis i Gryson. Oboje przykładają dużą uwagę do szaty graficznej, twierdząc, iż jest ona dla nich równie ważna jak muzyka. Szatę graficzną książeczek dołączanych do albumów wykonują wynajęci artyści-fotograficy.

## Kompilacje

### Fahrenheit Project
Uruchamiając działalność wydawniczą Vincent Villuis zaplanował wydanie serii siedmiu kompilacji zatytułowanych Fahrenheit Project, pomyślanych jako sposób na przedstawienie twórczości nowych artystów, z których niektórzy podpisali później kontrakty na nagranie swych albumów w Ultimae. Seria Fahrenheit Project stanowi jeden z najbogatszych i najbardziej inteligentnych przykładów muzyki ambient opartych na gatunku trance, zrealizowanych wyłącznie w oparciu o muzykę elektroniczną.

#### Fahrenheit Project Part One
Pierwszym albumem serii był Fahrenheit Project Part One, wydany w 2001 roku pod numerem katalogowym INRE002, wznowiony przez Ultimae Records w 2008 roku. Znalazły się na nim nagrania artystów spod znaku ambient i world music, jak: ATOI (Ambient Temple of Imagination), Jaïa, Asura, Toires, Hol Baumann, Solar Fields, Craig Padilla, Mystical Sun i True Frenquencies, a cała kompilacja została pomyślana jako konglomerat różnych oddziaływań, muzycznych i geograficznych. Fahrenheit Project Part 1 stanowi efektowny początek całej serii, świadczący o tym, iż pojmowanie gatunku trance przez Ultimae jest otwarte i postępowe. Nowym i niezwykłym utworem jest tu „Skyclad” zespołu AES Dana, rozpoczynający się orientalizującym fletem i dudnieniem w tle, przechodzącym w hipnotyczny rytm oparty na perkusji. Uwagę zwraca też pozbawiony rytmu „Beyond Beta” Craiga Padilli, nawiązujący melodią i minorowymi, syntezatorowymi akordami do dawnej berlińskiej szkoły w stylu Ash Ra Tempel.

#### Fahrenheit Project Part Two
Fahrenheit Project Part Two, wydany w 2001 roku pod numerem katalogowym INRE005, stanowi przegląd twórczości różnych artystów spod znaku muzyki elektronicznej i world music, dostarczający dźwiękowych pejzaży z różnych stron świata, od dzikich kanadyjskich prerii do Europy, podbarwionej orientalnym kolorytem. W tej kompilacji uwagę zwracają dwa wyrafinowane utwory amerykańskiego kompozytora Roberta Richa, otwierające i zamykające album. Pomiędzy nimi znajdują się między innymi: „When The Effect Came” CHi-AD, będący mieszanką acid house, rutyny trip hopu, orientalnego zawodzenia i syntezatorowych akordów oraz „San Pedro” szwedzkiego duetu Vibrasphere, będący połączeniem brzmienia gitary akustycznej z basowym rytmem w stylu dub.

#### Fahrenheit Project Part Three
Ta część serii, wydana w 2002 roku pod numerem katalogowym inre006, to 10 niepublikowanych wcześniej nagrań utrzymanych w konwencji downtempo, ambient, trance i tribal, pomyślanych jako chilloutowa podróż wśród nieziemskich rytmów, z podkreśleniem takich cech muzyki elektronicznej jak wizualność i zjawiskowość. Kompilacji i miksowania utworów dokonał Koala, były członek francuskiego zespołu Jaïa. Choć na Fahrenheit Project part 3 znalazło się kilka mniej błyskotliwych utworów, niż na jego poprzedniku, to pozostaje ono nadal wydawnictwem istotnym. Wyróżniają się tu: utrzymany w klimacie techno-trance „Undertow” AES Dana, utwory Solar Fields, wschodzącej gwiazdy Ultimae oraz „MOS 6581” duetu Carbon Based Lifeforms, przywodzący na myśl melodykę Tangerine Dream.

#### Fahrenheit Project Part Four
Część czwarta serii, wydana w 2003 roku pod numerem katalogowym INRE011, to również 10 niewydanych wcześniej nagrań, utrzymanych w podobnej konwencji jak nagrania części trzeciej, pomyślanych jako emocjonalna, podróż wśród nieziemskich struktur i zmiennych rytmów, z naciskiem na takie cechy muzyki ambient jak panoramiczność i filmowość. Utwory wybrał i zmiksował AES Dana, a masteringu dokonał Huby Sea. Fahrenheit Project Part 4 to kolejna błyskotliwa część serii. Główne utwory tej kompilacji stanowią: hipnotyczny „Chinese Radio” Puff Dragona, „Audio Deepest Night” Cella będący mantrą recytowaną na tle chińskiej melodii ludowej oraz odznaczający się gęstym, wyjątkowo intensywnym dźwiękiem „Hydropoetry Cathedral” polskiego zespołu Aural Planet.

#### Fahrenheit Project Part Five
Część piąta serii, wydana w 2005 roku pod numerem katalogowym inre 015, zawiera 11 oryginalnych nagrań wybranych przez zespół Ultimae, zmiksowaych przez Tajmahala a zmasterowanych przez Huby Sea. Na wydawnictwie znalazły się utwory następujących wykonawców: Jaïa, Solar Fields, Aural Planet, AES Dana, H.U.V.A. Network, Cell, Great Leap Forward, Carbon Based Lifeforms, Hol Baumann oraz nowej formacji, SYNC24. Fahrenheit Project Part Five oraz Fahrenheit Project Part Seven nie zawierają wyrazistych utworów stanowiąc mniej istotne pozycje w całej serii.

#### Fahrenheit Project Part Six
Część szósta serii, wydana w 2006 roku pod numerem katalogowym inre 020, zawiera 9 oryginalnych nagrań wybranych przez AES Dana i zmasterowanych przez Huby Sea. Na wydawnictwie znalazły się utwory debiutantów: Scann-Tec, Irukandji i Sundial oraz uznanych gwiazd: Cell, H.U.V.A. Network, SYNC24, Solar Fields, AES Dana i Hol Baumann. Album zdominował „Erasing Pluto”Cella, pulsujący, cechujący się delikatną, kontrastową dynamiką. Całość zamyka spokojny „Radio Bombay” Hola Baummana, zbudowany z indyjskiego wokalu z akompaniamentem gitary akustycznej, osadzonym na tle syntezatorowych akordów.

#### Fahrenheit Project Part Seven
Część ostatnia serii, wydana w 2011 roku pod numerem katalogowym inre046, zawiera 10 oryginalnych nagrań ułożonych w ciąg hipnotycznych pejzaży dźwiękowych, utrzymanych w klimacie downtempo i psybient, wybranych i zmiksowanych przez AES Dana, a zmasterowanych w Ultimae studio. Na wydawnictwie znalazły się utwory debiutantów: Gaiana, Astropilot, Circular, Cygna, Field Rotation, Maurizio Piazza oraz gwiazd wytwórni: Asura, Hol Baumann i Solar Fields.

### Albedo
Albedo, wydana w 2005 roku pod numerem katalogowym inre 016, jest pierwszą kompilacją Ultimae powstałą niezależnie od Fahrenheit Project i różniącą się od niej, pomimo iż w jej nagraniu uczestniczyło wielu tych samych artystów. Brytyjski kompozytor DJ Nova skompilował i zmiksowal 11 nowych utworów jako zapis audio drogi słońca po niebie od wschodu do zachodu. Wiązki światła padające na Ziemię dosięgają różnych jej zakątków, poczynając od izolowanych środowisk leśnych, poprzez puste wybrzeża i krajobrazy Arktyki do bardziej ruchliwych cyberprzestrzeni miejskich kończąc się eterycznym, etnicznym i medytacyjnym zachodem słońca. Nagrania tworzą rodzaj muzyki środowiska, przesyconej klimatem właściwym dla Ultimae, jednak z zachowaniem przez większość utworów swej rytmicznej struktury i charakterystycznego brzmienia. Uwagę zwracają potężnie brzmiące utwory Solar Fields i Sync 24 oraz „Human” Hola Baumanna z intensywnym, perkusyjnym rytmem w stylu techno i osobliwymi odgłosami maszyn. Kompilacja Albedo, rozpoczynająca się i kończąca ledwo słyszalnym szmerem, stanowi jeszcze jeden bogaty, inteligentny przykład gatunku chillout w wydaniu Ultimae.

### Oxycanta

#### Oxycanta
Oxycanta, pierwszy album z nowej serii, wydany w kwietniu 2006 roku pod numerem katalogowym inre 019, jest najspokojniejszą i najbardziej „ambientową” kompilacją w dorobku Ultimae. Stanowi ona ucieleśnienie prac pionierów nowej fali muzyki ambient. Jej  tytuł pochodzi od Crataegus Oxyacantha, dawnego łacińskiego synonimu głogu dwuszyjkowego, którego liście i jagody stały się znane jako lek na dolegliwości serca. Muzyka albumu kojarzy się ze spacerami o zmierzchu lub świcie nad spokojnym jeziorem, którego powierzchnie od czasu do czasu zmarszczy fala. Odczucie jego głębi oddają sporadyczne, wolne uderzenia, głębokie, rytmiczne pulsowanie lub delikatne arpeggio, a utwory przechodzą płynnie jeden w drugi. Obok stałych twórców jak AES Dana, Solar Fields czy Asura na albumie pojawili się nowi, utalentowani wykonawcy z Japonii (Hybrid Leisureland) i Szwecji (Ghostfriend, Between Interwal, Omnimotion). Utwory wybrała i zmiksowała Mahiane, a ich masteringu dokonał Huby Sea.

#### Oxycanta – Winter Blooms
Część druga serii została wydana 12 grudnia 2007 roku pod numerem katalogowym inre 029. Styl muzyczny tego albumu to nastrojowa electronica, głębokie, płynne techno i downtempo połączone z ambient. Utwory mają charakter delikatnych opowieści dźwiękowych, wywołujących skrajne odczucia, od efemeryczności po moc, od minimalizmu po wielowarstwowość. Ich wykonawcami są: Hybrid Leisureland, Solar Fields, Amos, Antonio Testa & Maurizio Piazza, Malik Trey, Aes Dana, Sgnl_Fltr, Subgardens, bOb tracKer, James Murray i Mahiane, która dokonała też wyboru nagrań, poddanych masteringowi przez Huby Sea i Vincenta Villuisa>.

#### Oxycanta III
Począwszy od pierwszego albumu Oxycanta z 2006 roku kolejne kompilacje wydawane przez Ultimae były na ogół mniej imponujące, nie osiągając tego poziomu, którym odznaczały się wcześniejsze wydawnictwa. Wartościowe albumy, wydawane po roku 2006 kojarzone są najczęściej z poszczególnymi artystami, takimi jak: Carbon Based Lifeforms, Sync24, Asura czy Connect.Ohm. Oxycanta III, wydana 30 września 2013 roku pod numerem katalogowym inre056, przełamuje jednak ten trend i nawiązuje do dawnych osiągnięć Ultimae, będąc jedną z najbardziej udanych kompilacji w jej dorobku. Muzyka jest tu, podobnie jak na pierwszym albumie z tej serii, na ogół łagodna, oparta na ezoterycznych motywach, bardzo zróżnicowanych od strony brzmieniowej. Od strony gatunkowej materiał muzyczny stanowi mieszankę IDM, downtempo i neo-classical ambient z dodatkiem elektroniki i techniki dub. Na albumie zadebiutowało kilku nowych artystów, jak Murinae, Fingers In The Noise i 36. Do szczytowych osiągnięć należą tu trzy połączone utwory: „Morning Drops Part 1 Part 2” I Awake (Thomasa Huttenlochera) i rozdzielający je „Séance” 36 (Dennisa Huddlestona), cechujący się posępną, opadającą melodią z pulsującą perkusją, utrzymany w sugestywnym rytmie zegara wahadłowego, kończący się dźwiękami fortepianu. I tym razem doboru nagrań dokonała Mahiane, a masteringiem i projektem graficznym wydawnictwa zajął się Vincent Villuis.